# Национальная партия Бутана
Национальная партия Бутана (англ. Bhutan National Party) — бутанская политическая партия, создававшаяся для участия в выборах 2008 года.
Основу партии составили бывшие государственные служащие, представители министерства обороны и бизнесмены.

Как отметил журналист Asia Sentinel: 
Нам определённо нужно не менее трёх надёжных политических партий, иначе страна может оказаться в ситуации, когда избиратели должны будут выбирать одного из двух худших кандидатов.